# Scala mobile
Scala mobile (deutsch wörtlich: Rolltreppe, sinngemäß Lohngleitklausel) war eine in Italien im Jahr 1975 vereinbarte Klausel, nach der die Löhne automatisch der Inflation folgen sollten. Konkret erfolgte vierteljährlich eine nachträgliche Anpassung der Löhne an die Preisentwicklung eines definierten Warenkorbs.
Die Scala mobile war von Anfang an umstritten, da vermutet wurde, dass die Klausel eine sich selbst verstärkende Inflation hervorrief (eine sogenannte Lohn-Preis-Spirale).
Im Jahr 1977 war die Scala Mobile Gegenstand politischer Auseinandersetzungen. Anlass war die Knüpfung der Bedingung der Abschaffung der Scala mobile an die Vergabe eines Kredites der Weltbank. 
1979 erreichten die Gewerkschaften nach langen Arbeitskämpfen die Einführung der Scala mobile auch für die Staatsangestellten.
Nachdem die Inflationsrate Anfang der 1980er Jahre über 21 % (1980) geklettert war, intensivierte sich die politische Diskussion über ihre Abschaffung. Die war politisch nicht durchsetzbar. Die Regierung unter Bettino Craxi entschärfte jedoch die Anpassungsregeln und erreichte eine Reduzierung der Inflationsrate auf etwa 5 % gegen Ende der 1980er Jahre. Dies wurde am 9. Juni 1985 per Volksentscheid mit Zustimmung von 54,38 % der Wähler gebilligt.
Am 31. Juli 1992 wurde die Scala mobile nach langen Diskussionen und Streiks wieder abgeschafft. Mit der Zustimmung von Arbeitgebern und Gewerkschaften benennt das "Arbeitsabkommen" vom Juli 1993 als vorrangige Ziele der Wirtschaftspolitik die Inflationsbekämpfung, die Reduzierung der öffentlichen Defizite und die Wechselkursstabilität. Hintergrund dieser Einigung nach jahrzehntelangem Streit war der Wunsch nach der Teilnahme Italiens an der Europäischen Währungsunion (der Einführung des Euro).

## Europäische Union
Für Angestellte der Europäischen Union sind die Gehälter seit 2013 an die Inflation gekoppelt. Dies geht auf einen Beschluss des Europäischen Parlaments und des Europäischen Rats zurück. Maßgeblich ist die Inflationsentwicklung in Belgien und Luxemburg.